# Marvin Egho
 Der er for få eller ingen kildehenvisninger i denne artikel, hvilket er et problem. Du kan hjælpe ved at angive troværdige kilder til de påstande, som fremføres i artiklen.

 Marvin Egho (født 9. maj 1994) er en østrigsk fodboldspiller, der spiller for Hvidovre IF.
I 2024 skiftede han til AC Horsens.